# Caldwell megye (Missouri)
Caldwell megye az Amerikai Egyesült Államokban, azon belül Missouri államban található. Megyeszékhelye Kingston, legnagyobb városa Hamilton. Lakosainak száma 8815 fő (2020. április 1.). Caldwell megye Daviess, Clinton, Ray, DeKalb, Livingston és Carroll megyékkel határos.

## Népesség
A megye népességének változása:
| Lakosok száma | 9448 | 9205 | 9130 | 9097 | 9014 | 8815 |
|               | 2010 | 2011 | 2012 | 2013 | 2015 | 2020 |